# Aleksej Akat'ev
Aleksej Nikolaevič Akat'ev (in russo Алексей Николаевич Акатьев?; Mosca, 7 agosto 1974) è un ex nuotatore russo, specializzato nel nuoto di fondo.

## Carriera
Fortemente specializzato nei 5 km e nei 25 km, ha vinto diverse medaglie sia a livello continentale che mondiale.

## Palmarès
- Mondiali

Roma 1994: bronzo nei 25 km.
Perth 1998: oro nei 5 km e nei 25 km.
- Mondiali in acque libere

Honululu 2000: bronzo nei 25 km.
- Europei

Vienna 1995: oro nei 5 km.
Siviglia 1997: oro nei 5 km e nei 25 km.
Istanbul 1999: oro nei 25 km e argento nei 5 km.